# Obłoki Magellana

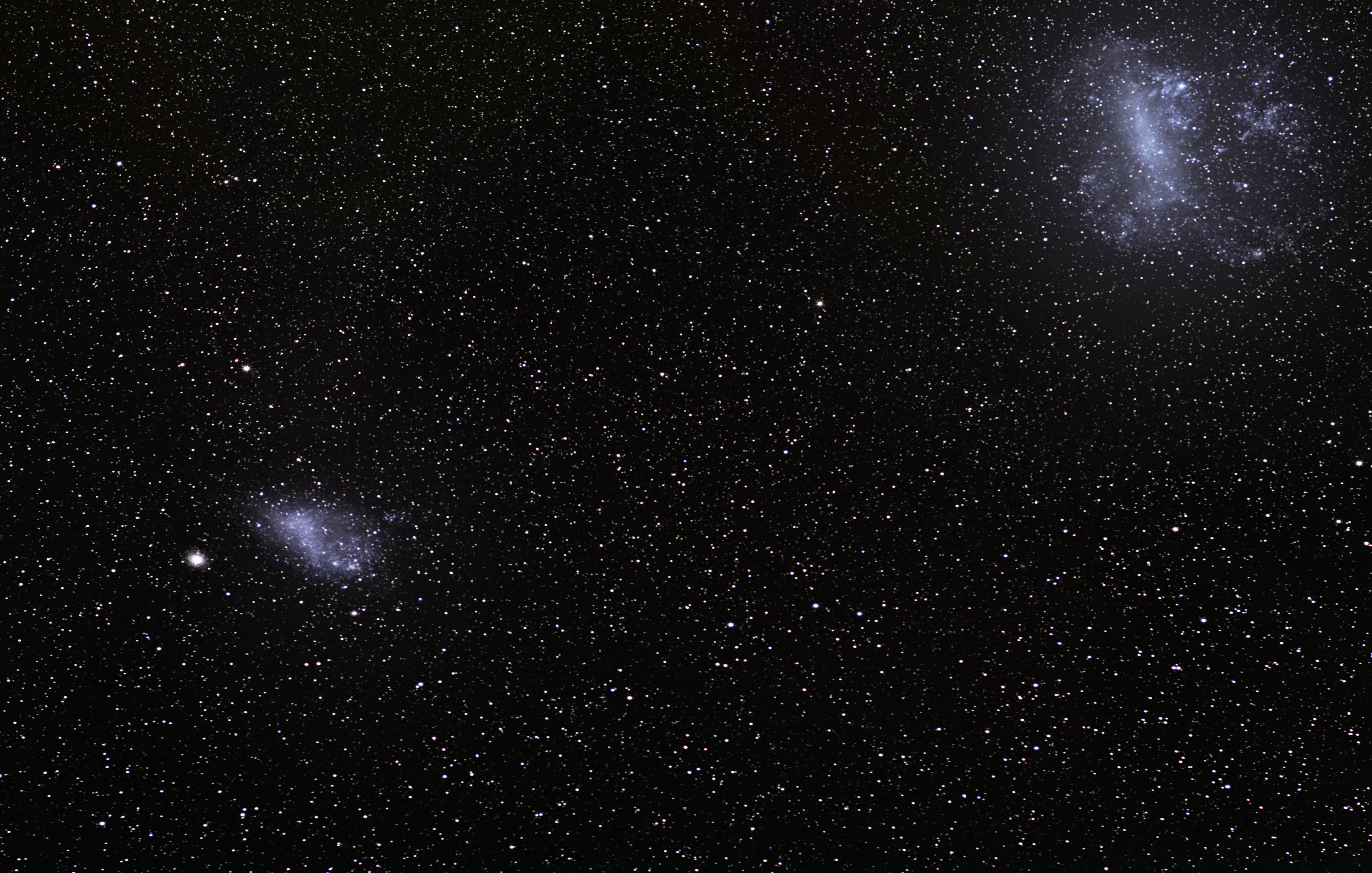
Wielki Obłok Magellana (po prawej) i Mały Obłok Magellana (po lewej)

Obłoki Magellana – dwie nieregularne, karłowate galaktyki orbitujące wokół Drogi Mlecznej, należące do Grupy Lokalnej Galaktyk.
Wielki Obłok Magellana i sąsiedni (mniejszy, jak wskazuje nazwa) Mały Obłok Magellana są łatwo widoczne na niebie dla obserwatorów na południowej półkuli. Wyglądają jak oderwane małe kawałki Drogi Mlecznej, choć w rzeczywistości łączy je z naszą galaktyką grawitacja – będąc galaktykami satelitarnymi, krążą wokół niej. Oba obłoki Magellana łączy Strumień Magellaniczny. Mały obłok znajduje się w gwiazdozbiorze Tukana, a duży na przecięciu gwiazdozbiorów Góry Stołowej i Złotej Ryby.
Były znane mieszkańcom południowej półkuli od starożytności. Mieszkańcy Europy dowiedzieli się o nich od portugalskich żeglarzy. Nazwę zawdzięczają Ferdynandowi Magellanowi.